# Nimlot
Nimlot (fl. X secolo a.C.) è stato un generale egizio, uno dei figli di Sheshonq I, sovrano della XXII dinastia egizia.
|          |         |
| \| \| \| |         |
|          |         |
| n · U1   | r · V13 |

| n · U1 | r · V13 |

|          |         |
| \| \| \| |         |
|          |         |
| n · U1   | r · V13 |

| n · U1 | r · V13 |

n m3 r t - Nemarot (Nimlot)
Nimlot ricevette, dal padre, il governo di Heracleopolis, che ormai costituiva un principato quasi del tutto autonomo rispetto al regno d'Egitto.